# Rammenau
Rammenau (hornolužickosrbsky Ramnow, v hornolužickém nářečí Roamm) je obec v Horní Lužici v německé spolkové zemi Sasko. Nachází se v zemském okrese Budyšín a má přibližně 1 300 obyvatel.

## Historie
První písemná zmínka o lesní lánové vsi pochází z roku 1230, kdy je uváděna jako Ramnow. V roce 1834 získalo Rammenau tržní právo.

## Přírodní poměry
Rammenau leží na hranici historického území Horní Lužice severozápadně od velkého okresního města Bischofswerda v saském zemském okrese Budyšín. Nejvyšším bodem území je vrch Kuppe (396 m). Na severozápadě území pramení řeka Große Röder. Severním okrajem území obce prochází spolková dálnice A4. Obec není napojena na železnici.

## Správní členění
Rammenau se dělí na 3 místní části:
- Rammenau
- Röderbrunn
- Schaudorf

## Pamětihodnosti
- barokní zámek Rammenau
- stará věznice
- památník Johanna Gottlieba Fichteho
- vesnický kostel v Rammenau

## Osobnosti
- Johann Gottlieb Fichte (1762–1814), filosof
- Siegmar Wätzlich (1947–2019), fotbalista